# Himachal Pradesh
Himachal Pradesh és un estat de la Unió Índia, format pels antics estats muntanyencs de Punjab. Limita amb el Tibet a l'est, Jammu i Caixmir al nord i nord-oest, Punjab al sud-oest, Haryana i Uttar Pradesh al sud i Uttaranchal al sud-est. La capital n'és Simla. Situat a l'Himàlaia occidental, és una regió molt muntanyosa. Les valls, regades pels afluents de l'Indus (Chenāb, Satluj i Beās), són fèrtils, i s'hi concentra la població. El 88,9% de la població parla hindi, però el territori és reivindicat pels nacionalistes radicals sikhs com a part del Khalistan. Destaquen els conreus de blat, canya de sucre, lli, tabac i arròs, i la ramaderia d'ovelles i de cabres. Hi ha explotació forestal i jaciments de sal gemma. La indústria és de tipus artesanal: fusta i teixits de llana.

## Divisió administrativa
Es divideix en 12 districtes:
- Kangra
- Hamirpur
- Mandi
- Bilaspur
- Una
- Chamba
- Lahul i Spiti
- Sirmaur
- Kinnaur
- Kullu
- Solan
- Simla

## Història
El territori formà antigament part dels anomenats estats del Punjab, posats sota dominació britànica després de la Primera Guerra sikh del 1846. Cap als anys 1930, els britànics hi organitzaren l'Agència dels estats del Panjab. El 1947, quan l'Índia s'independitzà, es van unir trenta estats indígenes i van constituir l'estat el 15 d'abril del 1948, i fou reconegut el 26 de gener del 1950. L'1 de juliol del 1954, es va unir a l'estat el principat de Bilaspur.
L'1 de novembre del 1956 fou constituït en territori de la Unió. El 1966, assolí l'extensió actual amb la unió dels districtes de Simla, Kangra Kullu, Lahul i Spiti, i Una, cedits per l'estat de Punjab.
El 18 de desembre del 1970, es va aprovar la llei que li retornava la condició d'estat que va entrar en vigor el 25 de gener del 1971, amb capital a Simla. L'assemblea legislativa de l'estat ha estat dominada pels partits tradicionals.